# جوریس دله
جوریس دله (انگلیسی: Joris Delle؛ زادهٔ ۲۹ مارس ۱۹۹۰) بازیکن فوتبال اهل فرانسه است.
از باشگاه‌هایی که در آن بازی کرده‌است می‌توان به باشگاه فوتبال لانس، باشگاه فوتبال سرکل بروژ، باشگاه فوتبال متس، و باشگاه فوتبال نیس اشاره کرد.
وی همچنین در تیم‌های ملی فوتبال France national under-16 football team، زیر ۱۷ سال فرانسه، زیر ۱۸ سال فرانسه، و زیر ۲۱ سال فرانسه بازی کرده‌است.